# Zamarada calypso
Zamarada calypso är en fjärilsart som beskrevs av Louis Beethoven Prout 1926. Zamarada calypso ingår i släktet Zamarada och familjen mätare. Inga underarter finns listade i Catalogue of Life.